# Andrzej Stelmachowski

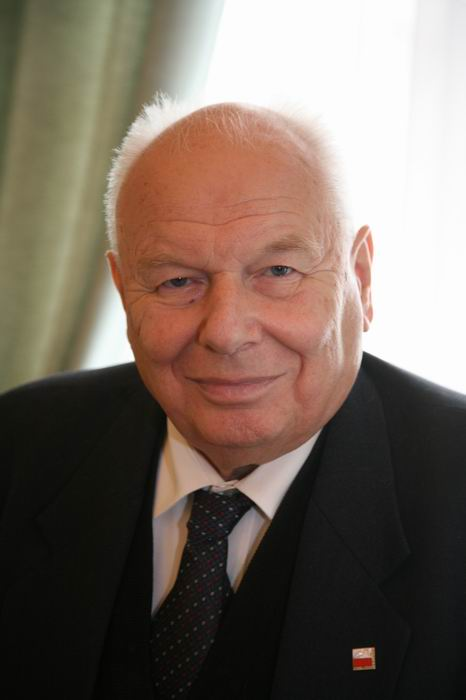
Andrzej Stelmachowski

Andrzej Stelmachowski [ˈand.ʐɛj stɛlmaˈxɔfskʲi] (* 28. Januar 1925 in Posen; † 6. April 2009 in Warschau) war ein polnischer Rechtswissenschaftler und Politiker.

## Leben
Stelmachowski trat vor dem Krieg Allpolnischen Jugend bei und war Mitglied der polnischen Heimatarmee im Zweiten Weltkrieg. 1947 begann er das Studium der Rechtswissenschaften an der Universität Posen, das er mit dem Doktortitel abschloss. 
1962 wurde er Professor an der Universität Breslau und lehrte seit 1969 als Professor an der Universität Warschau. Er spezialisierte sich auf Zivil- und Agrarrecht. 
Er beriet seit dem Jahr 1980 Solidarność und nahm am Runden Tisch teil, der über den Übergang von einem sozialistischen Staat zu einer demokratischen Republik tagte. Er saß dem Senat als Senatsmarschall vor (1989–1991), leitete als Minister das Bildungsministerium (1991–1992) und beriet den Staatspräsidenten (2007–2009).
Stelmachowski war Gründer der Vereinigung „Polnische Gemeinschaft“ (Stowarzyszenie „Wspólnota Polska“) mit Sitz in Warschau. Als dessen langjähriger Präsident (1990 bis zum 11. Mai 2008) setzte er sich für Auslandspolen ein und sorgte u. a. für eine Neubelebung der Weltspiele der Auslandspolen.
Stelmachowski starb am 6. April 2009 im Alter von 84 Jahren. Der polnische Präsident Lech Kaczyński drückte der Familie und Freunden sein Beileid aus, ebenso wie Politiker des gesamten politischen Spektrums Polens und Vertreter der polnischen Emigrantenorganisationen in Belarus, Litauen und den Vereinigten Staaten.

## Ehrungen
- Ehrendoktor der Sorbonne
- Ehrendoktor der Universität Białystok
- Ehrendoktor der Universität Ferrara
- Ehrendoktor der Kardinal-Stefan-Wyszyński-Universität Warschau
- Ehrenbürger von Strzelno (1989)
- Ehrenbürger der Rajongemeinde Vilnius (2002)[1]

## Auszeichnungen
- Komtur des Gregoriusordens (2006)
- Großkreuz des Ordens der Wiedergeburt Polens (1992)
- Ritter des Ordens vom Weißen Adler (posthum, am 15. April  2009)

## Bibliografie
- Encyklopedii Solidarności